# Yasbell Rodríguez
Yasbell Rodríguez Valdés (22 de abril de 1984) es una actriz y presentadora con experiencia en radio y televisión. Entre sus principales trabajos aparecen espacios dramatizados y de participación de la televisión cubana como la telenovela En fin, el mar o el show Sonando en Cuba. Su experiencia profesional se extiende al Perú donde laboró para Radio Zona 5 y América Televisión siendo líder de programas como Chiclayo Construye y el magazine Entre Gente.

## Biografía
Sus inicios estuvieron centrados en la danza. Desde los 4 años se vinculó con el baile español en el Gran Teatro de La Habana y posteriormente en escuela Ballet Teatro de Tony Menéndez.
Dio sus primeros pasos en la actuación con La Colmenita de Carlos Alberto Cremata y se estrenó en la televisión con la serie Memorias de un Abuelo coincidiendo con una generación de actores de amplia trayectoria en nuestros días como: Caleb Casas, Ebblis Valdivia o Yanay Penalva.
En el 2003 se gradúa del nivel medio de Artes Escénicas en la Escuela Nacional de Artes (ENA) con el Grupo de Teatro de la Luna, dirigido por Raúl Martín. 
Yasbell Rodríguez es reconocida por su labor como locutora y conductora con participación en programas televisivos como Súper Doce, Somos Multitud, Fresquecito.com, Se Baila Así, En la vía de verano, Sin Límite. Paralelamente ha desarrollado proyectos para la radio y espectáculos de variedades en difertentes cabarets y centros nocturnos. 
Entre 2011 y 2016 se radicó en Perú y laboró para Radio Zona 5 y América Televisión siendo líder del magazine como Entre Gentes y del programa Chiclayo Construye.
Más recientemente ha estado ligada a la presentación del show de talentos Sonando en Cuba y en Pa que Suenes, una antesala de este formato.
Actualmente se encuentra en el proceso de filmación de la telenovela Tú, donde da vida a Norma Monroe, bajo la dirección de Lester Hamlet.